# Ryan YO-51 Dragonfly
Ryan YO-51 Dragonfly là một mẫu máy bay thám sát do Ryan Aeronautical thiết kế chế tạo cho Quân đoàn Không quân Lục quân Hoa Kỳ (USAAC).

## Tính năng kỹ chiến thuật

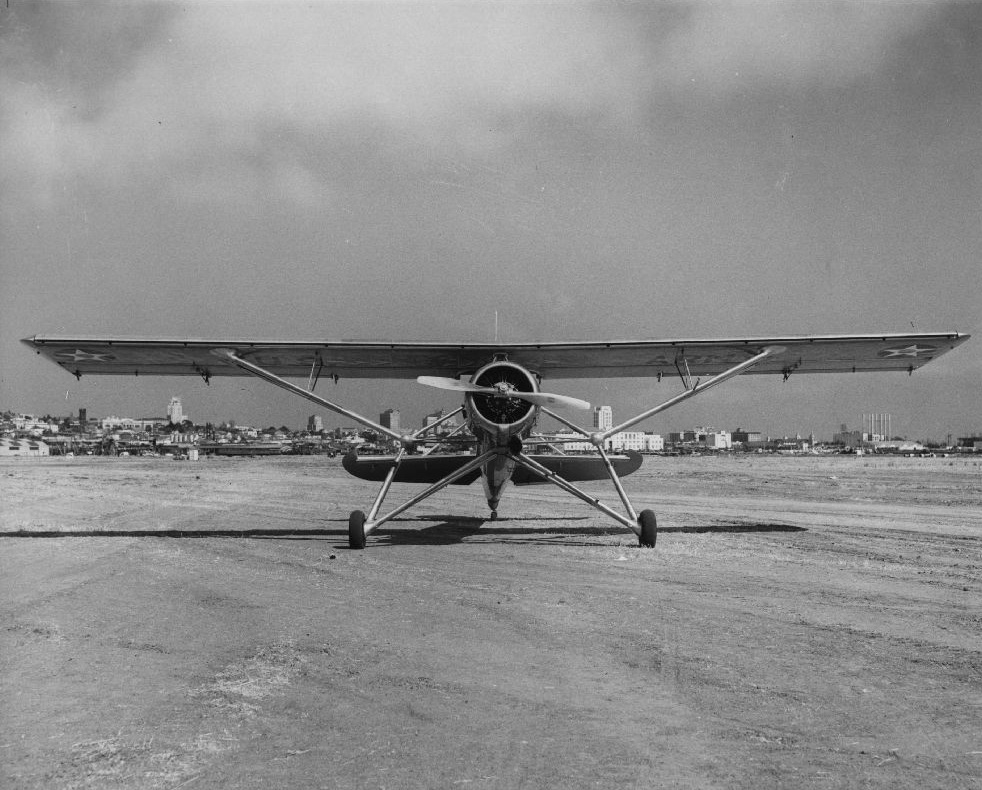
YO-51

Dữ liệu lấy từ Donald 1997
Đặc tính tổng quát
- Kíp lái: 2
- Chiều dài: 35 ft 6 in (10,82 m)
- Sải cánh: 52 ft (16 m)
- Chiều cao: 11 ft 1 in (3,38 m)
- Trọng lượng có tải: 4.206 lb (1.908 kg)
- Động cơ: 1 × Pratt & Whitney R-985-21 Wasp Junior , 440 hp (330 kW)

Hiệu suất bay
- Vận tốc cực đại: 129 mph (208 km/h; 112 kn)
- Vận tốc hành trình: 107 mph (93 kn; 172 km/h)
- Vận tốc tắt ngưỡng: 30 mph (26 kn; 48 km/h)

Vũ khí trang bị

- None